# Репин, Владислав Георгиевич
Владисла́в Гео́ргиевич Ре́пин (8 ноября 1934, Калуга — 3 декабря 2011, Москва) — учёный и конструктор, основоположник советской и российской стратегической системы ракетно-космической обороны. Первый (в 1970—1987 годах) главный конструктор Системы предупреждения о ракетном нападении (СПРН) и Системы контроля космического пространства (СККП), Герой Социалистического Труда (1978), главный научный сотрудник ЦНПО «Вымпел» (ныне ПАО «МАК «Вымпел»), доктор технических наук, профессор МФТИ.
Один из ведущих учёных в области радиолокации и теории информационных систем. Внёс основополагающий вклад в исследование, разработку и внедрение крупнейших систем национального значения. В. Г. Репин является автором более 200 научных работ по теории радио- и оптической локации, радиофизике, теории фильтрации, теории решений, системному анализу и синтезу.

## Биография
Родился 8 ноября 1934 года в Калуге. Здесь вместе с семьёй пережил немецкую оккупацию в 1941 году. В 1942—1944 годах во время эвакуации жил (и начал учиться в начальной школе) в деревне Ильмень Аркадакского района Саратовской области. Затем, с 1944 по 1952 год жил в городе Сталиногорске (в посёлке шамотного завода), с золотой медалью закончив (в 1952 году) среднюю школу № 11 (ныне СОШ № 11 г. Новомосковска).
Окончил факультет радиотехники и кибернетики МФТИ (1958 год). С 1955 года работал в КБ-1 в теоретическом отделе под руководством Г. П. Тартаковского. С 1962 по 1969 год — руководитель лаборатории КБ-1, руководитель лаборатории ОКБ «Вымпел».
С 1962 года преподавал на базовой кафедре информационных систем МФТИ. Воспитал многих кандидатов и докторов наук.
В 1968 году назначен заместителем начальника НТЦ ОКБ «Вымпел». С 1970 года — заместитель начальника НТЦ ЦНПО «Вымпел». С 1972 года — главный конструктор СПРН и ККП. Руководитель опытно-конструкторских работ «Экватор» и «Застава».
С 1973 года — начальник СКБ-1 НТЦ ЦНПО «Вымпел».
Под его руководством был разработан и реализован первый комплексный эскизный проект СПРН, разработан проект её дальнейшего развития, разработан и реализован проект создания СККП, а также разработана идеология и техническая концепция формирования единой системы ракетно-космической обороны, включающей СПРН, ПРО и СККП.

Помню, мы втроём — главный конструктор СПРН В. Г. Репин, командующий отдельной армией особого назначения генерал-полковник В. К. Стрельников и я изобразили на листе бумаги эскиз лицевой панели, по-нашему, «крокусенка», для специальных чемоданчиков высшего руководства страны и Вооружённых Сил, содержащих информацию предупреждения. — Из воспоминаний генерал-полковника Вотинцева Ю. В., командующего Войсками противоракетной и противокосмической обороны
Система предупреждения о ракетном нападении, созданная под руководством главного конструктора В. Г. Репина, встала на боевое дежурство в 1976 году.
В 1987 году назначен главным научным сотрудником ЦНПО «Вымпел» (ПАО «МАК «Вымпел»).
Похоронен в Москве на Химкинском кладбище.

## Научная школа
С целью обобщения результатов научной деятельности В. Г. Репина и его школы с 2012 года проводятся регулярные Репинские научные чтения:
- 25 октября 2012 — Первые Репинские научные чтения «Достижения научной школы В. Г. Репина и их значение для развития отечественных систем РКО».
- 23 октября 2013 — Вторые Репинские научные чтения на тему «Научно-технические проблемы мониторинга ракетно-космической обстановки».
- 30 октября 2014 — Третьи Репинские научные чтения на тему «Научно-технические проблемы разработки и внедрения перспективных информационных технологий в системах ракетно-космической обороны». Авторам лучших исследований впервые вручалась премия им. В. Г. Репина.
- 29 октября 2015 — Четвёртые Репинские научные чтения на тему «Актуальные научно-технические проблемы развития систем ракетно-космической обороны в условиях новых военно-экономических и технологических вызовов». Участие приняли специалисты 25 предприятий.
- 2017 — Пятые Репинские научные чтения. Материалы конференции опубликованы в журнале «Вопросы радиоэлектроники» (№ 3, 2018).
- 15 ноября 2018 — Шестые Репинские научные чтения.
- 21 ноября 2019 — Седьмые Репинские научные чтения на тему «Направления совершенствования систем ракетно-космической обороны в условиях милитаризации космоса».

## Награды и звания
- Герой Социалистического Труда (17 апреля 1978, «За выдающиеся успехи в выполнении заданий Правительства СССР по созданию, освоению производства и эксплуатации новой техники»)
- Орден Ленина (17 апреля 1978)
- Орден Трудового Красного Знамени (26 апреля 1971)
- Орден Октябрьской Революции (25 августа 1986)
- Лауреат Государственной премии СССР
- Заслуженный деятель науки Российской Федерации (12 августа 1997)
- Медаль «В ознаменование 100-летия со дня рождения Владимира Ильича Ленина» (1 апреля 1970)
- Академик Академии технологических наук России (20 марта 1992)
- Орден К. Э. Циолковского (26 октября 2009, высшая награда Федерации космонавтики России, «За вклад в разработку и реализацию проектов и программ исследования космического пространства»)
- Медаль имени С. П. Королёва (14 января 2010, награда Федерации космонавтики России, «За заслуги перед космонавтикой»)
- Памятный знак «50 лет космической эры» (награда Министерства обороны России)
- Значок «Почётный радист» (7 мая 1996, награда Министерства связи России, «За активное содействие развитию радио достижениями в области науки, техники, производства и эксплуатации средств радио»)
- Юбилейная медаль МФТИ (2001, «За большой вклад в дело подготовки высококвалифицированных научных кадров и в связи с 50-летием института»)
- Медаль «В память 850-летия Москвы» (26 февраля 1997)
- Почётный знак отличия «Трудовая доблесть. Россия» (5 ноября 2009, награда Всероссийской общественной организации «Трудовая доблесть России»)
- Медаль «Ветеран труда» (7 августа 1984)

## Увековечивание памяти
- С 2012 года проводятся ежегодные Репинские научные чтения (по инициативе В. В. Литвинова).
- Мемориальная доска на школе № 11 в г. Новомосковске Тульской области. Открыта 10 июня 2015 г. В открытии доски принимал участие глава администрации г. Новомосковска Вадим Жерздев.
- Памятник на территории ПАО «МАК «Вымпел» в Москве. Открыт 8 ноября 2019 г. Скульптор — Артём Сюлев. В открытии памятника принимал участие вице-премьер по ОПК, Герой России Юрий Борисов[6].

## Научные труды
- Бакут П. А., Большаков Н. А., Герасимов Б. М., Курикша А. А., Репин В. Г., Тартаковский Г. П., Широков В. В. Вопросы статистической теории радиолокации. В 2-х томах. М., Издательство «Советское радио», 1963.
- Репин В. Г., Тартаковский Г. П. Статистический синтез при априорной неопределённости и адаптация информационных систем. М., Издательство «Советское радио», 1977, 432 с.

## Публикации
- Репин В. Г. События и люди (воспоминания) / Рубежи обороны — в космосе и на земле. Очерки истории ракетно-космической обороны. / Автор-сост. Н. Г. Завалий. — М.: Вече, 2003.
- Репин В. Г. Основные этапы создания ракетно-космической обороны. / Корпорация «Вымпел». Системы ракетно-космической обороны. М., 2005, стр. 50-72.
- Меньшиков А. В., Репин В. Г. Дальше отступать некуда. Будущее военно-промышленного комплекса. / «Независимая газета» № 17, 27 января 1996 г.

## Оценки и мнения
Объединение всех комплексов и систем вооружения войск ПРО и ПКО единым боевым алгоритмом, реализованном в программах более ста различных ЭВМ объектов, рассредоточенных по территории страны, было поистине научно-техническим подвигом В. Г. Репина, А. А. Курикши, Ю. С. Ачкасова и др.
— Из воспоминаний генерал-полковника Вотинцева Ю. В., командующего Войсками противоракетной и противокосмической обороны

Под руководством главного конструктора СПРН В. Г. Репина его ближайшими помощниками докторами наук А. В. Меньшиковым, Б. А. Головкиным и В. П. Траубенбергом была решена уникальная сверхсложная задача объединения полностью автоматически информации от разных систем вооружения
— Из воспоминаний генерал-полковника Стрельникова В. К., командующего отдельной армией ПРН особого назначения

1. Признать, что при современном и надолго прогнозируемом состоянии научно-технических знаний создание эффективной противоракетной обороны от массированного удара, особенно от удара ракет со средствами преодоления ПРО, нереально;
2. Учитывая решающую роль информации о текущем состоянии ракетно-космической обстановки и её изменениях в ходе возможного военного конфликта, считать приоритетной разработку информационных компонентов ракетно-космической обороны — систем предупреждения о ракетном нападении и контроле космического пространства;
3. В области противоракетной обороны сосредоточить усилия на создании средств обороны от ограниченного удара ракет с полным комплексом средств преодоления ПРО.

— В. Г. Репин о концепции системы А-135

## Фильмография
- «Последнее предупреждение» — документальный фильм из цикла «Ударная сила», серия 75-я (2006)
- «Небесный щит» — документальный фильм из цикла «Ударная сила», серия 76-я (2006)
- «Равновесие по Репину» — документальный фильм-портрет (2019), снятый по заказу ПАО "МАК «Вымпел».